# Heksachord
Heksachord (gr. heksáchordos = sześciostrunowy) – diatoniczny postęp 6 dźwięków. Podstawa podziału materiału dźwiękowego oraz podstawa systemu solmizacji od czasów Guido d'Arezzo (1050) do XVII w.
Istniały trzy odmiany heksachordu:
- naturale od dźwięku c,
- durum (twardy) od g,
- molle (miękki) od f, z dźwiękiem b zamiast h.